# Ferney-Voltaire
Ferney-Voltaire es una comuna francesa del departamento de Ain, en la región de Auvernia-Ródano-Alpes. Pertenece a la comunidad de comunas del Pays de Gex.

## Geografía
La ciudad se encuentra en la frontera con Suiza y forma parte de la aglomeración de Ginebra.

## Historia
Ferney, inicialmente Fernex, tomó el nombre de Ferney-Voltaire en 1878 en homenaje a Voltaire, que residió allí a partir de 1755. A su llegada, el pueblo apenas contaba una centena de habitantes. Voltaire saneó las zonas pantanosas e hizo construir el castillo, la iglesia y numerosas casas, invitando artistas para que se instalaran. Cuando Voltaire murió en 1778, Ferney contaba con 1000 habitantes.
Ferney es visitado hoy en día por su castillo de Voltaire, adquirido por el Estado francés en 1998. 

## Demografía
| 1 805 | 2 984 | 5 642 | 6 399 | 6 408 | 7 083 | 7 661 | 9 236 |
| Para los censos de 1962 a 1999 la población legal corresponde a la población sin duplicidades (Fuente: INSEE [Consultar]) |       |       |       |       |       |       |       |

Muchos de los habitantes trabajan en territorio suizo, en particular en las numerosas organizaciones internacionales instaladas en Ginebra.

## Lugares de interés
- El castillo de Voltaire.
- Las instalaciones de la Organisation européenne pour la recherche nucléaire (Organización Europea para la Investigación Nuclear) con el mayor laboratorio de investigación en física de partículas a nivel mundial.

## Imágenes

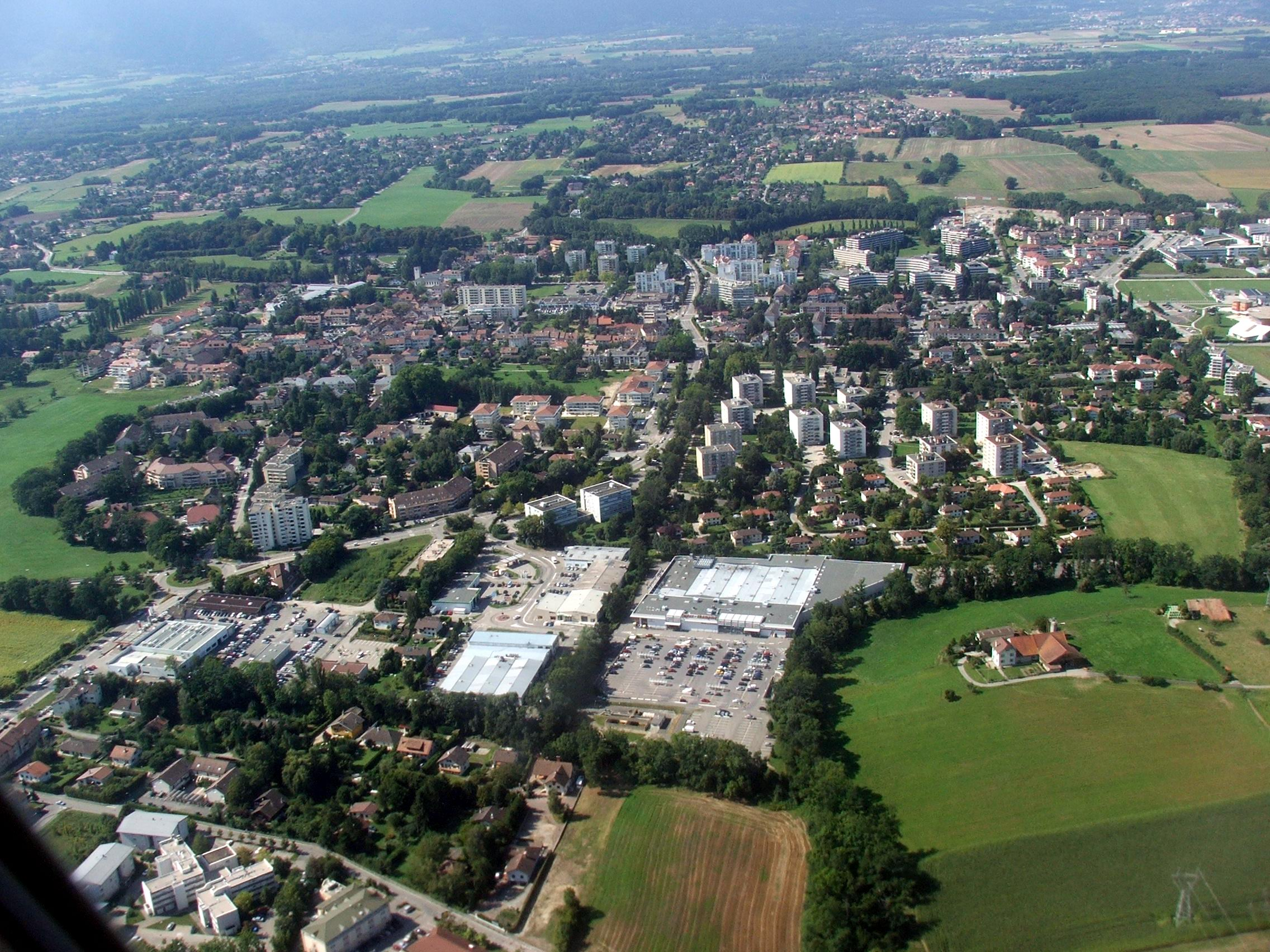
Panorámica.
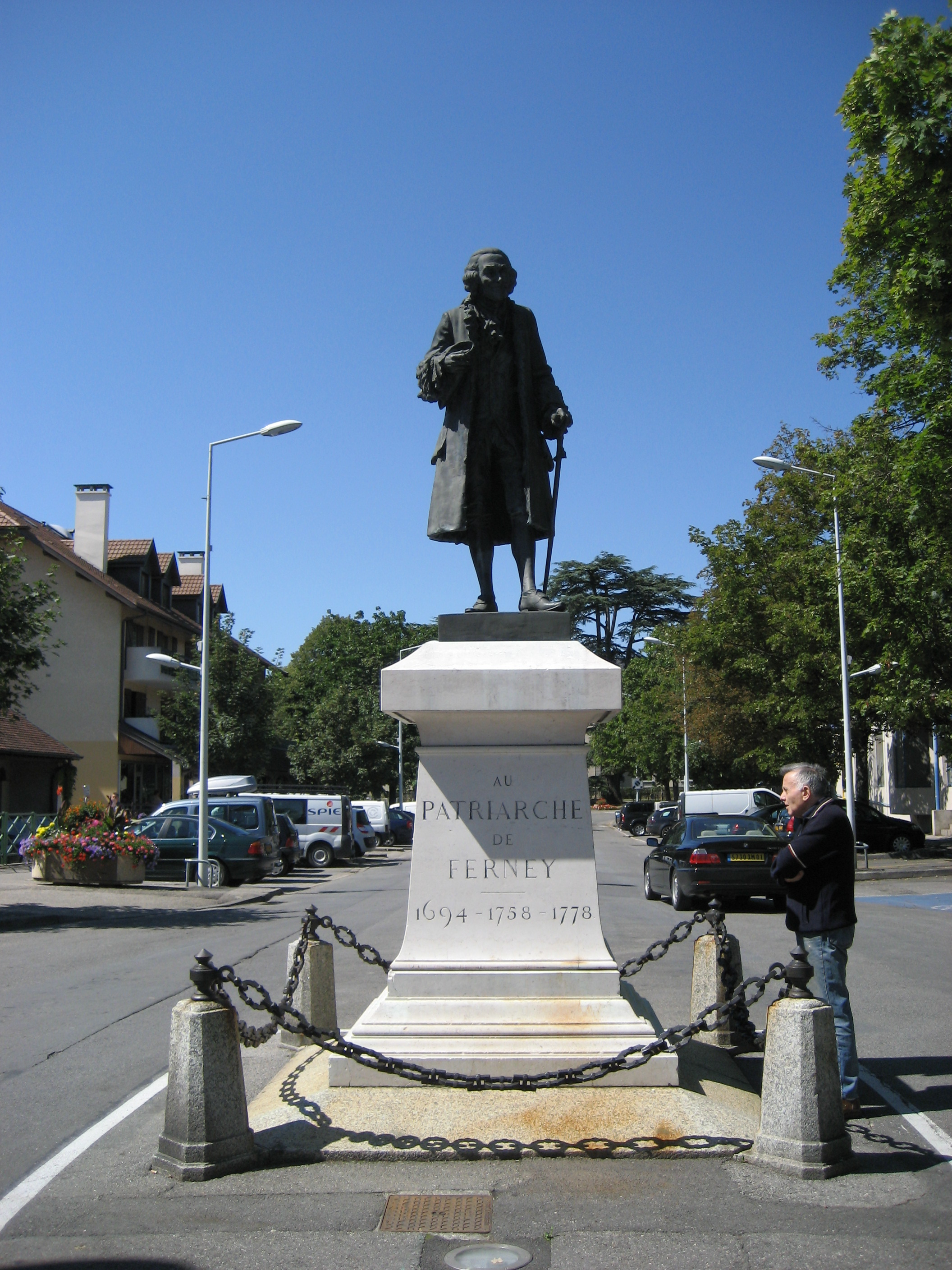
Estatua de Voltaire.
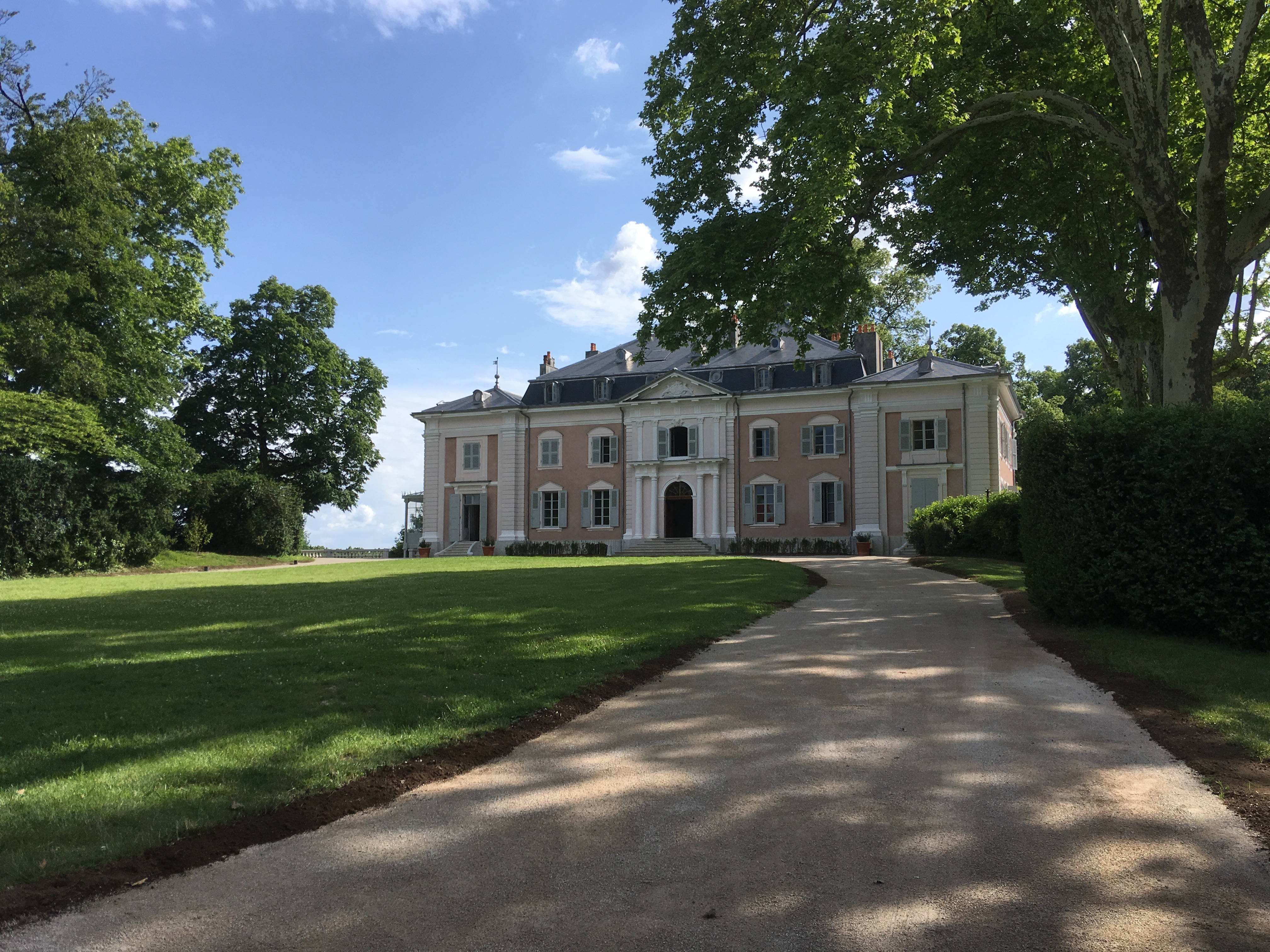
Castillo de Voltaire.

- Datos: Q233733
- Multimedia: Ferney-Voltaire / Q233733